# 丁来富
丁来富（1968年4月—），安徽南陵人，中国人民解放军军人，陆军少将军衔。现任陆军第七十三集团军军长。

## 生平
1986年10月参加中国人民解放军，是长沙炮兵学院1990级学员。历任战士、班长、排长、连长、参谋、作训股长、营长、团参谋长，2004年7月任团长。丁来富任团长期间，团队年年被上级表彰为全面建设先进旅团和军事训练一级单位。2009年任陆军第12集团军炮兵旅旅长，任职旅长期间，旅被军区表彰为全面建设先进旅团、党委班子岗位练兵先进单位、基层建设先进单位，被集团军表彰为军事斗争准备先进旅团、信息化建设先进单位。个人先后被四总部表彰为首届“全军优秀指挥军官”、 第12届“全军学习成才标兵”，被南京军区评为“优秀旅团主官”和“东线尖兵”，荣立三等功9次。
此后丁来富历任陆军第1集团军某炮兵师师长，第1集团军副参谋长。2016年，任陆军第16集团军参谋长。2017年3月任新调整组建的陆军第79集团军参谋长。2020年7月，升任陆军第72集团军军长。2022年3月，调任陆军第73集团军军长。丁来富是目前解放军陆军中少数出身于非步兵基层行伍的高级将领。
2017年7月晋升少将军衔。